# Suez (muhafaza)

Lokalizacja muhafazy

Flaga muhafazy

Suez (arab. محافظة السويس) – prowincja gubernatorska (muhafaza) w Egipcie, w północno-wschodniej części kraju. Zajmuje powierzchnię 9002,21 km². Stolicą muhafazy jest Suez.
Według spisu powszechnego w listopadzie 2006 roku populacja muhafazy liczyła 512 135 mieszkańców, natomiast według szacunków 1 stycznia 2015 roku zamieszkiwało ją 622 859 osób.